# Renault 10
El Renault 10 (popularment conegut com a R10) és un model sedan del segment C i motor posterior, produït per Renault entre 1965 i 1971.

## Història
El Renault 10, inicialment Renault 10 Major i denominat Renault 1100 al Regne Unit, és un vehicle creat sobre la base del Renault 8 (R8), del qual mantenia tots els components mecànics i la part central del monocasc, però amb les parts frontal i posterior completament redissenyades, aconseguint un vehicle més estilitzat i de major longitud que l'R8.
L'exterior incorporava alguns elements decoratius, com unes motllures cromades que recorrien els laterals, més una altra a la part posterior a l'altura dels pilots, diversos embellidors a l'habitacle, un tauler d'instruments de fusta d'imitació, i uns seients amb nova tapisseria i més còmodes que els del Renault 8, donant-li cert aire de cotxe elegant.
El model fabricat a Espanya era pràcticament idèntic al francès, sent la major diferència el muntatge de frens de tambor a les rodes del darrere, en lloc de frens de disc. D'altra banda, el model nord-americà tenia la part del darrere una mica diferent, ja que els pilots se situaven per sota de la motllura que els unien.
El 1968 l'R10 rep un restyling  estètic, perd la denominació Major i al Regne Unit passa a denominar-se Renault 1300. Encara que no va ser fins al 1969 que incorpora un motor de 1289 cc; el mateix que usarien per al Renault 12 (R12).
Estèticament, en la nova versió els fars i els intermitents de la part davantera passen a ser rectangulars, i la part posterior adopta l'aspecte del model que inicialment es va comercialitzar a Amèrica del Nord. Aquests canvis estètics no es van efectuar en el model fabricat a Espanya.
| Primera generació | Primera generació |
| ----------------- | ----------------- |
|                   |                   |

| Segona generació | Segona generació |
| ---------------- | ---------------- |
|                  |                  |

El 1971, ja amb l'R12 en el mercat, Renault decideix deixar de fabricar l'R10 (un any abans a Espanya). Curiosament, l'R8 es va continuar fabricant a Espanya fins a 1976.
El seu relatiu poc èxit va poder ser a causa de l'obsolet de la fórmula "tot enrere" i a la competència de models que oferien motor davanter amb més cilindrada, a més d'una major amplitud, a un preu molt similar. Amb la qual cosa, el Renault 10, més aviat va exercir un paper de cotxe de transició fins al llançament, el 1969, de l'R12.

## El MARS II. Un Renault 10 elèctric
Robert Aronson, president de l'empresa Electric Fuel Propulsion Inc., i Donald Swanson, propietari d'un concessionari Renault a Ferndale (Michigan), van posar en marxa un projecte per transformar un Renault 10 en un cotxe totalment elèctric que van anomenar Mars II (el Mars I va ser una modificació del Renault Dauphine). La seva fabricació va durar del 1967 al 1968 i es van produir 45 cotxes.
El primer Mars II es va vendre a la companyia elèctrica Wisconsin Power & Light (WPL) el 14 de setembre del 1967. General Motors també va fer una comanda per sotmetre-la unes proves que van durar més de sis mesos dutes a terme per la companyia Cornell Aeronautical Laboratory.
El cotxe incorporava, a més d'un sistema de frenada regenerativa, unes bateries de plom-cobalt a l'habitacle del motor i al maleter que li proporcionava 15 cavalls de potència a un motor de corrent continu, amb el qual podia accelerar de 0 a 64 km/h en deu segons i aconseguir una velocitat màxima de 95 km/h, podent recórrer de 110 a 190 quilòmetres abans de recarregar-les.
Aronson afirmava que les bateries dels seus cotxes es podien recarregar 800 vegades, el que equivaldria a una conducció d'entre 90.000 i 145.000 quilòmetres. Les bateries es podien recarregar un 80% del total en 30-45 minuts, aconseguint el 100% en 90.
Amb el Mars II, van emprendre un viatge de cinc dies recorrent el país des Detroit (Michigan) fins a Phoenix (Arizona), on els habitants el van rebre amb una gran ovació. Amb aquesta gesta volien demostrar la fiabilitat dels cotxes elèctrics i estimular l'interès del públic en aquest tipus de vehicles. Una cosa que ja van provar amb el MARS I.